# Ивановское (Спасский район)
Ивановское — село в Спасском районе Нижегородской области России. Входит в состав Красноватрасского сельсовета..

## География
Село находится в восточной части региона, в зоне хвойно-широколиственных лесов, на левом берегу реки Урга, на расстоянии приблизительно 14 километров от села Спасского, административного центра района.

### Улицы
Список улиц на 2020 год:
- ул. Луговая
- ул. Почтовая

### Климат
Климат характеризуется как умеренно континентальный, с морозной продолжительной зимой и умеренно тёплым коротким летом. Среднегодовая температура — 3,7 °C. Средняя температура воздуха самого тёплого месяца (июля) — 18,7 °C (абсолютный максимум — 37 °C); самого холодного (января) — −12 °C (абсолютный минимум — −45 °C). Среднегодовое количество атмосферных осадков составляет 550—600 мм, из которых 410 мм выпадает в период с апреля по октябрь. Устойчивый снежный покров устанавливается в третьей декаде ноября и держится около 154 дней.

## Население
| 2002 | 2010 |
| ---- | ---- |
| 158  | ↘85  |

## Инфраструктура
В центре села находится памятник «Павшим воинам Великой Отечественной войны 1941—1945 гг.»

## Транспорт
К деревня подходит автодорога 22Н-3610